# Бухар (Татарстан)
Бухар  — деревня в Лениногорском районе Татарстана. Входит в состав Урмышлинского сельского поселения.

## География
Находится в южной части Татарстана на расстоянии приблизительно 36 км на запад-северо-запад по прямой от районного центра города Лениногорск.

## История
Основана в 1924 году переселенцами из села Урмышлы.

## Население
Постоянных жителей было: в 1926—204, в 1949—380, в 1958—177, в 1970—158, в 1979 — 78, в 1989 — 38, в 2002 году 14 (татары 100 %), в 2010 году 9.